# Армяно-германские отношения
Армяно-германские отношения — двусторонние дипломатические отношения между Арменией и Германией.

## История
Армянско-германские отношения до сих пор широко описываются как условно стабильные и твёрдые: обе страны работали вместе с момента провозглашения Демократической Республики Армения в 1918 году, а также после второго провозглашения независимости Армении от СССР в 1991 году расширяли своё сотрудничество. Лидеры обоих государств обсудили свои двусторонние отношения и пришли к выводу, что за последние несколько лет они заметно улучшились.
В 2005 году федеральный канцлер Германии Герхард Шрёдер предпринял шаги по признанию Геноцида армян. Германия призвала Турцию принять свою «историческую ответственность» за эти события, но отказалась использовать определение «геноцид». Во времена Холодной войны Федеративная Республика Германии игнорировала тему геноцида армян из-за солидарности с членом НАТО Турцией.
Однако отношения между Арменией и Германией остались позитивными, при этом лишь сравнительно небольшое число армян живёт в Германии.
В марте 2015 года министерство иностранных дел Германии сообщило о наличии позитивных политических, экономических и культурных отношений с Арменией. Во время войны в Афганистане (2001—2014) армянские солдаты были прикреплены к германскому контингенту в Афганистане и выполняли функции по охране аэропорта коалиции в городе Кундузе.
В июне 2016 года бундестаг Германии принял резолюцию, которая признаёт преступления против армян в Османской империи в 1915 году геноцидом.

## Экономические отношения
Германия является основным торговым партнёром Армении в Европейском союзе, занимая третье место в мире по общему объёму экспорта в Армению, уступая только России и Китаю. Германия является пятым по величине импортёром армянской продукции, после России, Болгарии, Швейцарии и Грузии. В 2017 году экспорт Армении в Германию составил сумму 112 млн. евро, а Германия экспортировала в Армению товаров на сумму 152 млн. евро. Экспорт Германии в Армению, в основном, занимают автомобили, машинное оборудование, химикаты и электротехническая продукция. Экспорт Армении в Германию: железо, сталь, медь, молибден и другие металлы, а также текстиль. Германия является одним из крупнейших источников прямых иностранных инвестиций в Армению: общий объём которых составил приблизительно 4,3 млрд. долларов США, из которых 6,3 % поступили из Германии.

## Дипломатические представительства
- У Армении есть посольство в Берлине.[8]
- Германия имеет посольство в Ереване и генеральное консульство в Гюмри.[9]